# El Golâa
El Golâa (àrab: القلعة, al-Qalʿa o القلعة o الڨلعة, al-Qalʿa o al-Galʿa) és una petita ciutat del sud-oest de Tunísia. Està situada al sud-est del Chott El Djerid, uns dos quilòmetres al nord Douz, a la regió de Nefzaoua. Vinculada administrativament a la governació de Kébili, forma una municipalitat amb 7.912 en 2014.

## Administració
És el centre de la municipalitat o baladiyya homònima, amb codi geogràfic 63 14 (ISO 3166-2:TN-12).
Al mateix temps, forma un sector o imada, amb codi 63 54 52, dins de la delegació o mutamadiyya de Douz Nord (63 54).